# Пінчук Олександр Миколайович
Олександр Миколайович Пінчук (нар. 10 жовтня 1953 року; Мелітополь, Запорізька область, УРСР) — радянський та український військовик, військовий інженер, миротворець, заступник командира 91-ї інженерно-саперної бригади, полковник Збройних сил України.

## Біографія
Народився 10 жовтня 1953 року в Мелітополі. У 1970 році закінчив середню школу № 10.
У 1974 році закінчив Калінінградське вище інженерне училище інженерних військ імені А. О. Жданова, курсант 2 роти 1 батальйону.
У 1980 році на посаді командира зведеного бурового загону виконував завдання із забезпечення військ водою в Демократичній Республіці Афганістан, отримав статус учасника бойових дій.
Від 1974 по 1981 рік — командир взводу польового водопостачання, бурового взводу, заступник командира з технічної частини, командир окремої роти польового водопостачання Туркестанського військового округу в місті Керкі та Чарджоу.
У 1982—1983 роках заступник командира 448 окремої роти польового водопостачання Туркестанського військового округу в місті Чарджоу.
З 1983 по 1986 рік слухач 112 навчального відділення, командного факультету Воєнно-інженерної академії імені В. В. Куйбишева.
7 листопада 1983 року брав участь у параді на Красній площі.
З 1986 по 2002 рік — командир інженрно-саперного батальйону, потім начальник штабу та заступник командира 91-ї інженерно-саперної бригади.
У 2004 році був офіційним спостерігачем від кандидата на пост Президента України Віктора Ющенка в окремому закордонному виборчому окрузі.
Працює заступником директора департаменту — начальником управління у справах іноземців та адміністративного провадження адміністрації Держприкордонслужби.

### Миротворча діяльність
У 1997—1998 роках на посаді командира 901 окремої понтонно-мостового підрозділу миротворчої місії ООН в Анголі, виконував завдання по влаштуванню понтонно-мостових переправ, спорудження мостів, автошляхів та інших інженерних споруд, надавали гуманітарну допомогу місцевому населенню. Фактично став першим офіційним представником України в Анголі.
У 2002—2003 роках був командиром групи цивільного персоналу у складі загону розмінування миротворчої місії в Лівані, виконував завдання гуманітарного розмінування місцевості на кордоні з Ізраїлем.

## Особисте життя
Одружений, має трьох синів.

## Нагороди
- орден «Знак Пошани»;
- орден «За заслуги» III ступеня (7 березня 1997) — за особисту мужність і високий професіоналізм, виявлені при виконанні завдань у складі Миротворчих Сил ООН в Анголі[6];

- медаль ООН за підтримку миру в Анголі;
- медаль ООН за підтримку миру в Лівані.